# Нурґюль Єшільчай
Нурґюль Єшільчай (тур. Nurgül Yeşilçay) (нар. 26 березня 1976) — турецька театральна та кіноактриса.

## Біографія
Народилася в Афьонкарагісарі, Туреччина, в 1976 р. Вивчала драматичне мистецтво в Державній консерваторії університету Анадолу в Ескішехірі. Після її закінчення виконала кілька головних ролей на сцені, в тому числі Офелії в Гамлеті й Бланш Дюбуа в Трамваї бажань. Покинувши театр, досягла ведичезного успіху в трьох турецьких телевізійних драмах. Дебютувала в 2001 р. у комедійно-драматичному фільмі Водоспад. Виграла нагороду за «Найкращу жіночу роль» на 45-му золотому кінофестивалі Анталії.

## Фільмографія
| Фільм     | Фільм                                | Фільм                      | Фільм    |
| Рік       | Назва                                | Роль                       | Примітки |
| --------- | ------------------------------------ | -------------------------- | -------- |
| 1998      | Все буде добре                       | Медсестра                  |          |
| 2001      | Водоспад                             | Нерґіс                     |          |
| 2002      | Втеча мумії                          | Фатьма                     |          |
| 2003      | Особняк з виноградними лозами: Життя | Бахар                      |          |
| 2004      | Казки про Стамбул                    | Саліха                     |          |
| 2005      | Саморобна наречена                   | Костак Еміне               |          |
| 2007      | Адам та диявол                       | Хаджер                     |          |
| 2007      | На краю раю                          | Айтен Озтюрк               |          |
| 2008      | Совість                              | Айданур                    |          |
| 2009      | 7 чоловіків для Хюрмюз               | Хюрмюз                     |          |
| 2011      | Чінара                               | Сонай                      |          |
| 2013      | Червоне кохання                      | Назлиґюль                  |          |
| 2013      | Şanzelize Hırsızı                    | Надя                       |          |
| 2014      | Ніч                                  | Сюзен                      |          |
| 2014      | Скоро                                | Медсестра                  |          |
| 2016      | Другий шанс                          | Ясемін                     |          |
| 2017      | Чудовий джин                         | Діляра                     |          |
| 2020      | Друзі по району                      | Ількнур                    |          |
| Серіал    |                                      |                            |          |
| Рік       | Назва                                | Роль                       | Примітки |
| 1998      | Друга весна                          | Ґюльсюм                    |          |
| 2001      | 90-60-90                             | Деніз                      |          |
| 2002-2003 | Особняк з виноградними лозами        | Бахар Карадаг              |          |
| 2004      | Острів ангелів                       | Айше                       |          |
| 2005      | Надія та віра                        | Арзу Парлак                |          |
| 2006      | Невістка Езо                         | Езо Ґюндогду               |          |
| 2010      | Любов та покарання                   | Ясемін                     |          |
| 2011      | Без тебе нічого не можливе           | Ферьяль                    |          |
| 2012      | Султан                               | Султан                     |          |
| 2013      | Ґаліп Дервіш                         | Шейда Сьонмез              |          |
| 2013      | Вбивство                             | Зехра Кая                  |          |
| 2014-2016 | Уламки щастя                         | Ґюльферен Ґюрпинар         |          |
| 2016-2017 | Величне століття. Нова володарка     | Кесем Султан               |          |
| 2018      | Майбутня зірка                       | У ролі самої себе (ведуча) |          |
| 2018-2019 | Ґюльпері                             | Ґюльпері                   |          |
| 2020      | Спокута                              | Зейнеп Ґьокмен             |          |
| 2022      | До останнього подиху                 | Міхрі Озбайден             |          |
| 2023      | Прощальний лист                      | Алянур Їлдиз               |          |

## Нагороди
- Golden Boll Award for Best Actress (2005)
- Golden Orange Award for Best Actress (2008)